# Manzaneda (kommunhuvudort)
Manzaneda är en kommunhuvudort i Spanien.   Den ligger i provinsen Provincia de Ourense och regionen Galicien, i den nordvästra delen av landet, 400 km nordväst om huvudstaden Madrid. Manzaneda ligger 661 meter över havet och antalet invånare är 1 139.
Terrängen runt Manzaneda är lite bergig. Runt Manzaneda är det glesbefolkat, med 13 invånare per kvadratkilometer. Närmaste större samhälle är A Rúa, 14,6 km nordost om Manzaneda. 